# Carl F. Madsen

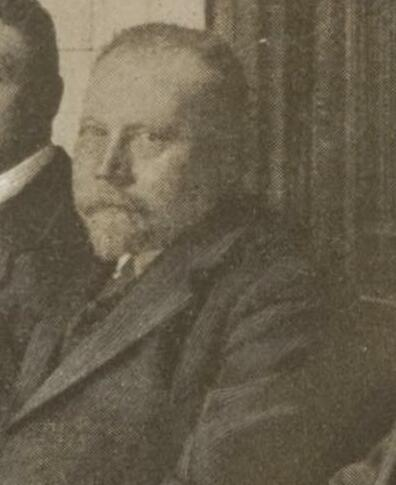
Carl F. Madsen (1917)

Carl Frederik Madsen, född 17 november 1862 i Fredericia, död 27 maj 1944 i Köpenhamn, var en dansk fackföreningsman och socialdemokratisk politiker.
Madsen var ursprungligen skomakargesäll och blev 1895 ordförande för skoarbetarnas fackförening och 1897 tillika för förbundet. Han lämnade dessa poster 1903, då han valdes till sekreterare för De samvirkende Fagforbund, 1909–28 var han ordförande för De samvirkende Fagforbund. Åren 1913–25 var han ledamot av Köpenhamns borgarrepresentation och 1920–36 ledamot av landstinget.